# Championnat de France de rugby à XV 1896-1897
Navigation
1895-1896 1897-1898
La sixième édition du championnat de France de football-rugby lors de la saison 1896-1897 et est remporté par le Stade français, leader du classement.
Tout comme l'an précédent, le titre de champion de France de rugby à XV est décerné à l'équipe qui termine en tête du classement. Les clubs se rencontrent qu'en match sec.
Les meilleurs joueurs du Stade français sont Paulo da Silva Paranhos, Henri Amand et Louis Dedet.

## Les participants
Six clubs parisiens se disputent le titre de champion de France.
- Stade français (champion 1896)
- Olympique (finaliste 1896)
- Cosmopolitan club
- Racing club de France
- Union athlétique du Ier arrondissement
- Union sportive de l'Est

## Classement et matchs
Plusieurs matchs furent impactés par des reports ou des forfaits. 
L'Olympique et l'US de l'Est, le 21 mars, vu leur match remis car les deux équipes se sont rendus chacune sur le terrain de l'autre alors qu'il se jouait sur un autre terrain. Il est reporté au 4 avril 1897.
La rencontre du 28 mars 1897, entre le Racing CF et l'Olympique, a été donné victorieux à l'Olympique suite à une absence de 4 joueurs dont le capitaine « racingman », Georges Duchamps. Ce match vit une partie d'entrainement entre l'Olympique et des joueurs du Racing et du Stade français pour les milles spectateurs présents.

### Forfait du Cosmopolitan Club, fin du Championnat

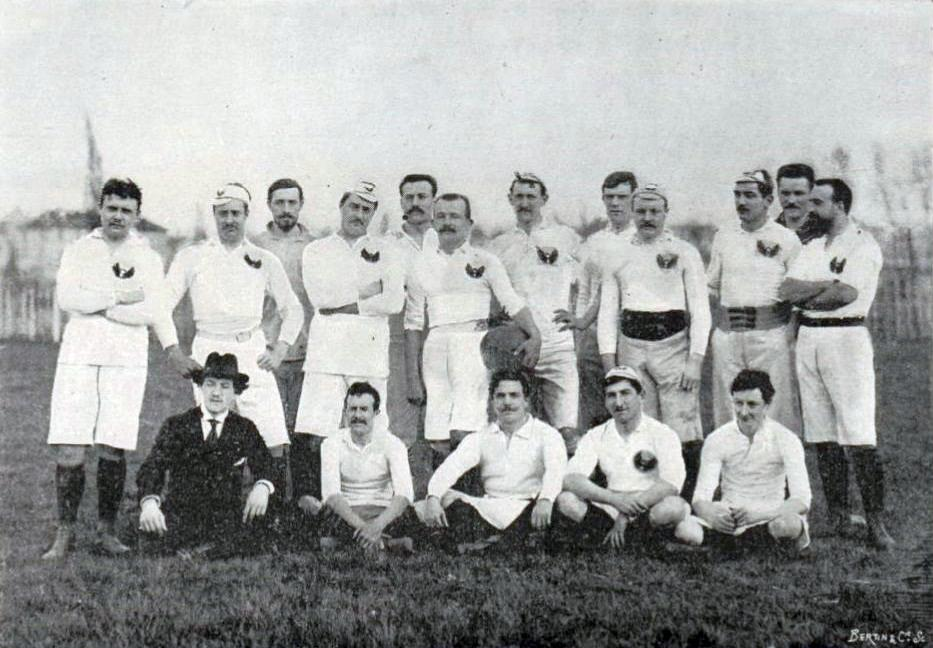
L'Olympique, tenant du titre, finit dauphin.

Lors de cette édition, le Cosmopolitan Club déclare forfait pour la fin de la compétition. En réaction, une commission de l'USFSA décide que la rencontre du 21 mars remise au 4 avril 1897 entre l'Olympique et l'US de l'Est est donné gagnante aux ciel et blanc.
Ainsi, les deux matchs restant du Cosmopolitan face au Stade français et au Racing CF leur sont donnés comme gagnés par forfait.

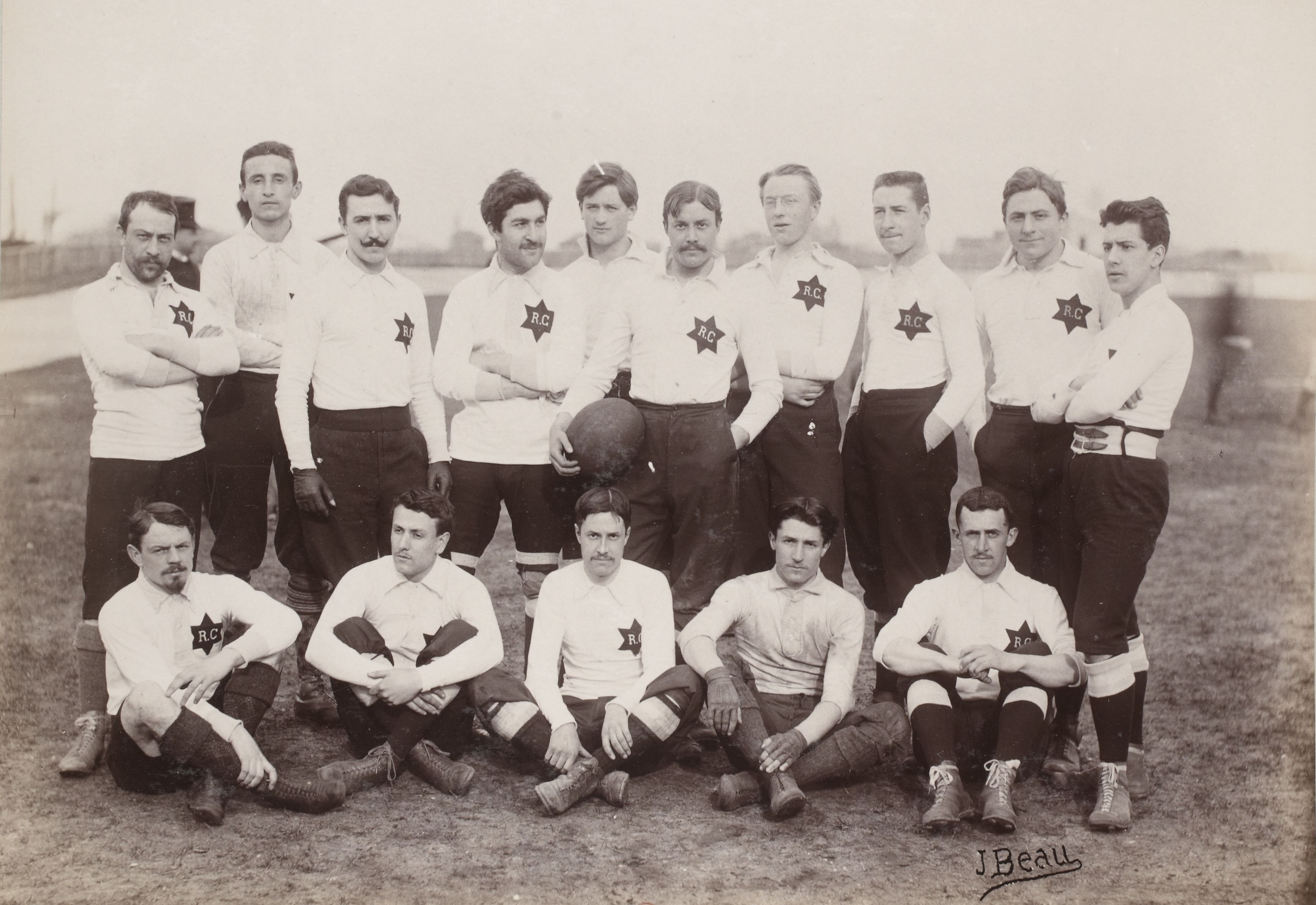
Le Racing CF, troisième du championnat.

Enfin, la commission met un terme à cette édition du Championnat de France suivant ce classement : 
| N° | Club                  | Pts | J | V | N | D | Pp. | Pc. |
| -- | --------------------- | --- | - | - | - | - | --- | --- |
| 1  | Stade français        | 10  | 5 | 5 | 0 | 0 | 70  | 11  |
| 2  | Olympique T           | 8   | 5 | 4 | 0 | 1 | 43  | 14  |
| 3  | Racing CF             | 6   | 5 | 3 | 0 | 2 | 40  | 6   |
| 4  | Cosmopolitan club     | 2   | 5 | 1 | 0 | 4 | 14  | 29  |
| 5  | US de l'Est           | 2   | 5 | 1 | 0 | 4 | 11  | 63  |
| 6  | UA Ier arrondissement | 2   | 5 | 1 | 0 | 4 | 6   | 60  |

### Matchs
Sur les 12 journées de prévues, 10 en seront jouées.
| Date            | Club 1            | Score   | Club 2            | Lieu                                        |
| --------------- | ----------------- | ------- | ----------------- | ------------------------------------------- |
| 17 janvier 1897 | Stade français    | 23 - 0  | UA du Ier         | Terrain de Bécon-les-Bruyères, Courbevoie   |
| 31 janvier 1897 | Racing CF         | 3 - 0   | UA du Ier         | Terrain du Parc Collanges, Levallois-Perret |
| 7 février 1897  | UA du Ier         | 11 - 0  | US de l'Est       | Terrain de Bécon-les-Bruyères, Courbevoie   |
| 14 février 1897 | UA du Ier         | 0 - 11  | Cosmopolitan club | Terrain de Bécon-les-Bruyères, Courbevoie   |
| 21 février 1897 | UA du Ier         | 0 - 12  | Olympique         | Terrain de Bécon-les-Bruyères, Courbevoie   |
| 28 février 1897 | Cosmopolitan club | 3 - 5   | US de l'Est       | Terrain de Bécon-les-Bruyères, Courbevoie   |
| 7 mars 1897     | Olympique         | 24 - 0  | Cosmopolitan club | Terrain de Bezons, La Garenne-Colombes      |
| 7 mars 1897     | Stade français    | 30 - 3  | US de l'Est       | Terrain de Bécon-les-Bruyères, Courbevoie   |
| 14 mars 1897    | Stade français    | 6 - 3   | Olympique         | Terrain de Bécon-les-Bruyères, Courbevoie   |
| 14 mars 1897    | Racing CF         | 21 - 0  | US de l'Est       | Terrain du Parc Collanges, Levallois-Perret |
| 21 mars 1897    | Stade français    | 14 - 5  | Racing CF         | Terrain de Bécon-les-Bruyères, Courbevoie   |
| 21 mars 1897    | Olympique         | Forfait | US de l'Est       | Terrain de Bezons, La Garenne-Colombes      |
| 28 mars 1897    | Olympique         | Forfait | Racing CF         | Terrain de Bezons, La Garenne-Colombes      |
| -               | Racing CF         | Forfait | Cosmopolitan club | -                                           |
| -               | Stade français    | Forfait | Cosmopolitan club | -                                           |